# Parmenonta punctigera
Parmenonta punctigera är en skalbaggsart som först beskrevs av Ernst Friedrich Germar 1824.  Parmenonta punctigera ingår i släktet Parmenonta och familjen långhorningar. Inga underarter finns listade i Catalogue of Life.